# Naso di cane
Naso di cane è una miniserie televisiva del 1986, diretta da Pasquale Squitieri, tratta dall'omonimo romanzo di Attilio Veraldi.

## Trama
Tra le famiglie camorristiche rivali nelle zone più malfamate di Napoli, che si occupano di spartirsi, occupare e comandare alcune aree della città, il testardo Ciro Mele, soprannominato Naso 'e cane, per una serie di circostanze si trova a essere il killer di un pericoloso boss della camorra, non appartenente alla sua cerchia. Nonostante le scarse prove la polizia indaga su di lui. Ciro ha come amico un commissario della polizia che cerca perfino di convincerlo a cambiare aria, ma invano. Il ragazzo verrà ucciso durante uno scontro a fuoco.